# Amerikanische Kronenschnecke

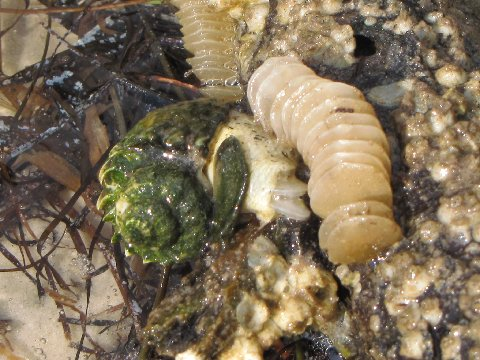
Weibchen von Melongena corona legt Eier

Die Amerikanische Kronenschnecke (Melongena corona) ist eine Schneckenart aus der Familie der Melongenidae, die im westlichen Atlantik lebt.

## Merkmale
Das rechtsgewundene Schneckenhaus von Melongena corona, das bei ausgewachsenen Schnecken eine Länge von 12 cm erreicht, hat ein niedriges Gewinde und einen großen Körperumgang, der ebenso wie die anderen Umgänge oben an der Naht mit spitzen, nach oben ausgerichteten kegelförmigen Zähnen besetzt ist, die der Schale die typische Kronenform verleihen. Das Periostracum ist dick. Das dicke, hornige Operculum ist krallenförmig mit einem endständigen Kern. Die Form und besonders die Farbe des Gehäuses kann stark variieren. Die glänzende Oberfläche ist bräunlich grau bis violett gefärbt und meist mit breiten, spiralig verlaufenden weißen bis gelblich weißen Streifen gezeichnet.

## Vorkommen
Die Amerikanische Kronenschnecke findet sich im westlichen Atlantik und im Karibischen Meer von Florida und Alabama bis nach Südamerika.
Sie lebt in der Gezeitenzone, meist auf sandigem Untergrund.

## Lebenszyklus
Wie andere Neuschnecken ist Melongena corona getrenntgeschlechtlich, wobei die Weibchen etwas größer als die Männchen sind. Das Männchen begattet das Weibchen mit seinem Penis. Die Weibchen befestigen ihre bandförmigen Gelege mit etwa 6 bis 20 Eikapseln an einem festen Substrat, was ein Stein, Felsen, die Schale eines lebenden oder toten Tieres, eine Mangrovenwurzel, Holz, Seegras oder ein künstlicher Gegenstand sein kann. Die Embryonen leben von Dottervorräten. Die Entwicklung des Veliger-Stadiums findet weitgehend in der Eikapsel statt, so dass die Metamorphose zur fertigen Schnecke vor dem Schlupf oder nach einer nur kurzen pelagischen Phase erfolgt.

## Ernährung
Amerikanische Kronenschnecken sind Fleischfresser und Aasfresser. Die wichtigsten Beutetiere sind Muscheln und kleine Schnecken, darunter die Strandschnecke Littoraria irrorata. Ein signifikanter Einfluss auf die Sterblichkeit von Austern an der Küste Floridas konnte anders als bei einigen typischen räuberischen Schnecken der Region wie Blitzschnecke (Busycon contrarium) und Apfel-Stachelschnecke (Murex pomum) nicht nachgewiesen werden. Daraus resultiert die Vermutung, dass eher tote, geschwächte und sterbende Tiere als Nahrung bevorzugt werden.